# Uitwierde
Uitwierde (53° 21′ N, 6° 54′ L) é uma cidade dos Países Baixos, na província de Groninga. Uitwierde pertence ao município de Delfzijl, e está situada a 26 km, a nordeste de Groningen.
A área de Uitwierde, que também inclui as partes periféricas da cidade, bem como a zona rural circundante, tem uma população estimada em 60 habitantes.